# Kvalifikace na Mistrovství Evropy ve fotbale 2024 – skupina C
Skupina C kvalifikace na mistrovství Evropy ve fotbale 2024 byla jednou z 10 kvalifikačních skupin na tento šampionát. Přímý postup na závěrečný turnaj si zajistily první 2 týmy. Na rozdíl od předchozích evropských kvalifikací do baráže nepostoupily týmy na základě pořadí v kvalifikační skupině, ale podle konečného žebříčku v jednotlivých skupinách (ligách A–D) Ligy národů UEFA 2022/2023.

## Výsledky
| Legenda                                                                         |
| ------------------------------------------------------------------------------- |
| Vítěz skupiny a druhý v pořadí postupující přímo na šampionát                   |
| Týmy postupující do baráže o účast na šampionátu                                |
| V křížové tabulce vpravo je domácí tým v levém sloupci, hostující v horní řadě. |

### Tabulka
| Tým               | Z | V | R | P | VG | IG | +/- | B  |
| ----------------- | - | - | - | - | -- | -- | --- | -- |
| Anglie            | 8 | 6 | 2 | 0 | 22 | 4  | +18 | 20 |
| Itálie            | 8 | 4 | 2 | 2 | 16 | 9  | +7  | 14 |
| Ukrajina          | 8 | 4 | 2 | 2 | 11 | 8  | +3  | 14 |
| Severní Makedonie | 8 | 2 | 2 | 4 | 10 | 20 | -10 | 8  |
| Malta             | 8 | 0 | 0 | 8 | 2  | 20 | -18 | 0  |

|                   | Anglie | Itálie | Ukrajina | Severní Makedonie | Malta |
| ----------------- | ------ | ------ | -------- | ----------------- | ----- |
| Anglie            | —      | 2:0    | 3:1      | 7:0               | 2:0   |
| Itálie            | 1:2    | —      | 2:1      | 5:2               | 4:0   |
| Ukrajina          | 1:1    | 0:0    | —        | 2:0               | 1:0   |
| Severní Makedonie | 1:1    | 1:1    | 2:3      | —                 | 2:1   |
| Malta             | 0:4    | 0:2    | 1:3      | 0:2               | —     |

## Zápasy
Zápasy byly potvrzeny UEFOU 10. října 2022, den po losu skupin. Časy jsou uvedeny v SEČ a SELČ (lokální časy, pokud jsou odlišné, v závorkách).
| 23. března 2023 20:45 |        |                          |                                                                                |
| Itálie                | 1 : 2  | Anglie                   | Stadio Diego Armando Maradona, Neapol diváci: 44 536 rozhodčí: Srđan Jovanović |
| Retegui 56'           | Zpráva | 13' Rice 44' (pen.) Kane | Stadio Diego Armando Maradona, Neapol diváci: 44 536 rozhodčí: Srđan Jovanović |

| 23. března 2023 20:45   |        |            |                                                                  |
| Severní Makedonie       | 2 : 1  | Malta      | Toše Proeski Arena, Skopje diváci: 9 991 rozhodčí: Kristo Tohver |
| Elmas 66' Churlinov 72' | Zpráva | 86' Yankam | Toše Proeski Arena, Skopje diváci: 9 991 rozhodčí: Kristo Tohver |

| 26. března 2023 18:00 (17:00 UTC+1) |        |          |                                                                   |
| Anglie                              | 2 : 0  | Ukrajina | Wembley Stadium, Londýn diváci: 83 947 rozhodčí: Serdar Gözübüyük |
| Kane 37' Saka 40'                   | Zpráva |          | Wembley Stadium, Londýn diváci: 83 947 rozhodčí: Serdar Gözübüyük |

| 26. března 2023 20:45 |        |                         |                                                                 |
| Malta                 | 0 : 2  | Itálie                  | Národní stadion, Attard diváci: 16 015 rozhodčí: Georgi Kabakov |
|                       | Zpráva | 15' Retegui 27' Pessina | Národní stadion, Attard diváci: 16 015 rozhodčí: Georgi Kabakov |

| 16. června 2023 20:45 |        |                                                                      |                                                             |
| Malta                 | 0 : 4  | Anglie                                                               | Národní stadion, Attard diváci: 16 277 rozhodčí: Igor Pajac |
|                       | Zpráva | Apap 8' (vl.) Alexander-Arnold 28' Kane 31' (pen.) Wilson 83' (pen.) | Národní stadion, Attard diváci: 16 277 rozhodčí: Igor Pajac |

| 16. června 2023 20:45       |        |                                         |                                                                     |
| Severní Makedonie           | 2 : 3  | Ukrajina                                | Toše Proeski Arena, Skopje diváci: 14 370 rozhodčí: Lukas Fähndrich |
| Bardhi 31' (pen.) Elmas 39' | Zpráva | 62' Zabarnyj 67' Konoplja 83' Tsygankov | Toše Proeski Arena, Skopje diváci: 14 370 rozhodčí: Lukas Fähndrich |

| 19. června 2023 20:45 (21:45 UTC+3) |        |       |                                                                                      |
| Ukrajina                            | 1 : 0  | Malta | Štadión Antona Malatinského, Trnava (Slovensko) diváci: 7 543 rozhodčí: Ruddy Buquet |
| Tsygankov 72' (pen.)                | Zpráva |       | Štadión Antona Malatinského, Trnava (Slovensko) diváci: 7 543 rozhodčí: Ruddy Buquet |

| 19. června 2023 20:45 (19:45 UTC+1)                               |        |                   |                                                                 |
| Anglie                                                            | 7 : 0  | Severní Makedonie | Old Trafford, Manchester diváci: 70 708 rozhodčí: István Kovács |
| Kane 29', 73' (pen.) Saka 38', 47', 51' Rashford 45' Phillips 64' | Zpráva |                   | Old Trafford, Manchester diváci: 70 708 rozhodčí: István Kovács |

| 9. září 2023 18:00 (19:00 UTC+3) |        |            |                                                                                            |
| Ukrajina                         | 1 : 1  | Anglie     | Městský stadion ve Vratislavi, Vratislav, (Polsko) diváci: 39 000 rozhodčí: Georgi Kabakov |
| Zinčenko 26'                     | Zpráva | 41' Walker | Městský stadion ve Vratislavi, Vratislav, (Polsko) diváci: 39 000 rozhodčí: Georgi Kabakov |

| 9. září 2023 20:45 |        |              |                                                                       |
| Severní Makedonie  | 1 : 1  | Itálie       | Toše Proeski Arena, Skopje diváci: 28 126 rozhodčí: François Letexier |
| Bardhi 81'         | Zpráva | 47' Immobile | Toše Proeski Arena, Skopje diváci: 28 126 rozhodčí: François Letexier |

| 12. září 2023 20:45 |        |                |                                                                        |
| Itálie              | 2 : 1  | Ukrajina       | San Siro, Milán diváci: 58 386 rozhodčí: Alejandro Hernández Hernández |
| Frattesi 12', 29'   | Zpráva | 41' Jarmolenko | San Siro, Milán diváci: 58 386 rozhodčí: Alejandro Hernández Hernández |

| 12. září 2023 20:45 |        |                    |                                                                   |
| Malta               | 0 : 2  | Severní Makedonie  | Národní stadion, Attard diváci: 3 158 rozhodčí: Henrik Nalbandyan |
|                     | Zpráva | 5' Elmas 41' Manev | Národní stadion, Attard diváci: 3 158 rozhodčí: Henrik Nalbandyan |

| 14. října 2023 15:00        |        |                   |                                                                   |
| Ukrajina                    | 2 : 0  | Severní Makedonie | epet ARENA, Praha, (Česko) diváci: 12 393 rozhodčí: Slavko Vinčić |
| Sudakov 30' Karavajev 90+5' | Zpráva |                   | epet ARENA, Praha, (Česko) diváci: 12 393 rozhodčí: Slavko Vinčić |

| 14. října 2023 20:45                              |        |       |                                                               |
| Itálie                                            | 4 : 0  | Malta | Stadio San Nicola, Bari diváci: 56 186 rozhodčí: Duje Strukan |
| Bonaventura 23' Berardi 45+1', 64' Frattesi 90+3' | Zpráva |       | Stadio San Nicola, Bari diváci: 56 186 rozhodčí: Duje Strukan |

| 17. října 2023 20:45 (19:45 UTC+1) |        |              |                                                                 |
| Anglie                             | 3 : 1  | Itálie       | Wembley Stadium, Londýn diváci: 83 194 rozhodčí: Clément Turpin |
| Kane 32' (pen.), 77' Rashford 57'  | Zpráva | 15' Scamacca | Wembley Stadium, Londýn diváci: 83 194 rozhodčí: Clément Turpin |

| 17. října 2023 20:45 |        |                                                  |                                                              |
| Malta                | 1 : 3  | Ukrajina                                         | Národní stadion, Attard diváci: 3 547 rozhodčí: Morten Krogh |
| Mbong 12'            | Zpráva | 38' (vl.) Camenzuli 43' (pen.) Dovbyk 85' Mudryk | Národní stadion, Attard diváci: 3 547 rozhodčí: Morten Krogh |

| 17. listopadu 2023 20:45 (19:45 UTC±0) |        |       |                                                               |
| Anglie                                 | 2 : 0  | Malta | Wembley Stadium, Londýn diváci: 81 388 rozhodčí: Luis Godinho |
| Pepe 8' (vl.) Kane 75'                 | Zpráva |       | Wembley Stadium, Londýn diváci: 81 388 rozhodčí: Luis Godinho |

| 17. listopadu 2023 20:45                                      |        |                   |                                                            |
| Itálie                                                        | 5 : 2  | Severní Makedonie | Stadio Olimpico, Řím diváci: 56 364 rozhodčí: Felix Zwayer |
| Darmian 17' Chiesa 41', 45+2' Raspadori 81' El Shaarawy 90+3' | Zpráva | 52', 74' Atanasov | Stadio Olimpico, Řím diváci: 56 364 rozhodčí: Felix Zwayer |

| 20. listopadu 2023 20:45 |        |                    |                                                                 |
| Severní Makedonie        | 1 : 1  | Anglie             | Toše Proeski Arena, Skopje diváci: 27 982 rozhodčí: Filip Glova |
| Bardhi 41'               | Zpráva | 59' (vl.) Atanasov | Toše Proeski Arena, Skopje diváci: 27 982 rozhodčí: Filip Glova |

| 20. listopadu 2023 20:45 |        |        |                                                                           |
| Ukrajina                 | 0 : 0  | Itálie | BayArena, Leverkusen (Německo) diváci: 26 403 rozhodčí: Jesús Gil Manzano |
|                          | Zpráva |        | BayArena, Leverkusen (Německo) diváci: 26 403 rozhodčí: Jesús Gil Manzano |

## Disciplína
Hráč byl automaticky suspendován pro další zápas za následující přečiny:
- Obdržení červené karty (červená karta mohla být udělena pro různé přečiny)
- Obdržení třech žlutých karet ve třech různých zápasech, stejně tak pátá žlutá karta a dvě žluté karty v jednom zápase (suspendace nebyly přenášeny do baráže, závěrečného turnaje a následujících mezinárodních zápasů)

Následující suspendace byly uděleny při následujících kvalifikačních zápasech:
| Tým               | Hráč                | Suspendace | Suspendován pro zápas(y)                     |
| ----------------- | ------------------- | --- | -------------------------------------------- |
| Anglie            | Luke Shaw           | proti Itálii (23. března 2023)                                                                                     | proti Ukrajině (26. března 2023)             |
| Itálie            | Giovanni Di Lorenzo | proti Anglii (23. března 2023) proti Maltě (26. března 2023) proti Anglii (17. října 2023)                         | proti Severní Makedonii (17. listopadu 2023) |
| Malta             | Jean Borg           | proti Estonsku v Lize národů UEFA 2022/2023 (23. září 2022)                                                        | proti Severní Makedonii (23. března 2023)    |
| Malta             | Steve Borg          | proti Severní Makedonii (23. března 2023) proti Ukrajině (19. června 2023) proti Severní Makedonii (12. září 2023) | proti Itálii (14. října 2023)                |
| Severní Makedonie | Todor Todoroski     | proti Bulharsku v Lize národů UEFA 2022/2023 (26. září 2022)                                                       | proti Maltě (23. března 2023)                |
| Severní Makedonie | Visar Musliu        | proti Ukrajině (16. června 2023)                                                                                   | proti Anglii (19. června 2023)               |
| Ukrajina          | Ruslan Malinovskyj  | proti Anglii (26. března 2023) proti Maltě (19. června 2023) proti Severní Makedonii (14. října 2023)              | proti Maltě (17. října 2023)                 |